# Eugeniusz Tinz
Eugeniusz Aleksander Tinz (ur. 5 października 1877 we Lwowie, zm. 7 stycznia 1943 w Wiedniu) – generał dywizji Wojska Polskiego, kawaler Orderu Virtuti Militari.

## Życiorys
Eugeniusz Tinz urodził się 5 października 1877 we Lwowie, w rodzinie Henryka i Aleksandry z Kmicikiewiczów. Ukończył gimnazjum we Lwowie, następnie Techniczną Akademię Wojskową i Akademię Sztabu Generalnego w Wiedniu. Od 1898 oficer austriackiej artylerii. Od 1909 kapitan. Do 1912 pełnił służbę w sztabach, potem był dowódcą batalionu. Od 1914 służył jako oficer w sztabie Korpusu Armijnego w stopniu majora. W czasie I wojny światowej szef sztabu dywizji piechoty na froncie. W 1916 podpułkownik i dowódca pułku artylerii polowej. W latach 1917–1918 szef oddziału operacyjnego w sztabach związków taktycznych na frontach włoskim i rosyjskim.
8 grudnia 1918 został przyjęty do Wojska Polskiego z zatwierdzeniem posiadanego stopnia podpułkownika i przydzielony do Sztabu Generalnego – Poselstwo Polskie w Wiedniu. W maju 1919 wyznaczony został na stanowisko szefa Oddziału I Organizacyjnego Naczelnego Dowództwa WP. 19 listopada tego roku przeniesiony został do Dowództwa Frontu Litewsko-Białoruskiego na stanowisko szefa sztabu. Od 1 kwietnia 1920 kierował sztabem 4 Armii (od połowy maja sztab armii był jednocześnie sztabem Frontu gen. Szeptyckiego). 5 lipca tego roku stanął na czele sztabu Frontu Południowo-Wschodniego. 4 września tego roku przeniesiony został do Krakowa i mianowany szefem sztabu Dowództwa Okręgu Generalnego „Kraków”. Od 20 kwietnia 1921 roku pełnił obowiązki zastępcy dowódcy Okręgu Generalnego „Kraków”. 25 września 1921 wyznaczony został na dowódcę 6 Dywizji Piechoty w Krakowie. 3 maja 1922 roku został zweryfikowany w stopniu generała brygady ze starszeństwem z 1 czerwca 1919 roku i 27. lokatą w korpusie generałów.
1 grudnia 1924 Prezydent RP, Stanisław Wojciechowski na wniosek Ministra Spraw Wojskowych, gen. dyw. Władysława Sikorskiego awansował go na generała dywizji ze starszeństwem z dniem 15 sierpnia 1924 i 7. lokatą w korpusie generałów.
Z dniem 1 kwietnia 1927 roku został mu udzielony dwumiesięczny urlop z zachowaniem uposażenia, a z dniem 31 maja tego roku został przeniesiony w stan spoczynku.
Osiadł w Wiedniu, gdzie zmarł. Pochowany na cmentarzu Meidling Freidhof. Był żonaty z Marią Wisoko-Meytsky.

## Ordery i odznaczenia
- Krzyż Srebrny Orderu Wojskowego Virtuti Militari nr 5223 – 28 lutego 1922[6]
- Krzyż Komandorski Orderu Odrodzenia Polski – 2 maja 1923[7][8][9]
- Krzyż Walecznych
- Odznaka pamiątkowa „Stanęli w Potrzebie 1920” (1920)[10]
- Oficer Legii Honorowej (Francja)
- Order Medżydów (Imperium Osmańskie)
- Medal Wojenny Żelaznego Półksiężyca (Imperium Osmańskie)
- Krzyż Zasługi Wojskowej IV klasy (Hiszpania)